# Reichenbach (Alta Franconia)
Reichenbach è un comune tedesco di 783 abitanti, situato nel land della Baviera.